# Чејн оф Рокс (Мисури)
Чејн оф Рокс (енгл. Chain of Rocks) град је у америчкој савезној држави Мисури.

## Демографија
По попису из 2010. године број становника је 93, што је 2 (2,2%) становника више него 2000. године.
| Група             | 2000.       | 2010.       |
| Белци             | 91 (100,0%) | 93 (100,0%) |
| Афроамериканци    | 0 (0,0%)    | 0 (0,0%)    |
| Азијати           | 0 (0,0%)    | 0 (0,0%)    |
| Хиспаноамериканци | 0 (0,0%)    | 0 (0,0%)    |
| Укупно            | 91          | 93          |